# Сельское поселение Старая Бинарадка
Се́льское поселе́ние Старая Бинарадка — муниципальное образование в Красноярском районе Самарской области Российской Федерации.
Административный центр — село Старая Бинарадка.

## Население
| 2010 | 2012 | 2013 | 2014 | 2015 | 2016 | 2017 |
| ---- | ---- | ---- | ---- | ---- | ---- | ---- |
| 528  | ↘512 | ↘496 | ↘476 | ↘472 | ↗489 | ↗508 |
| 2018 | 2019 | 2020 | 2021 |      |      |      |
| ↗523 | ↗531 | ↘524 | ↗670 |      |      |      |

## Состав сельского поселения

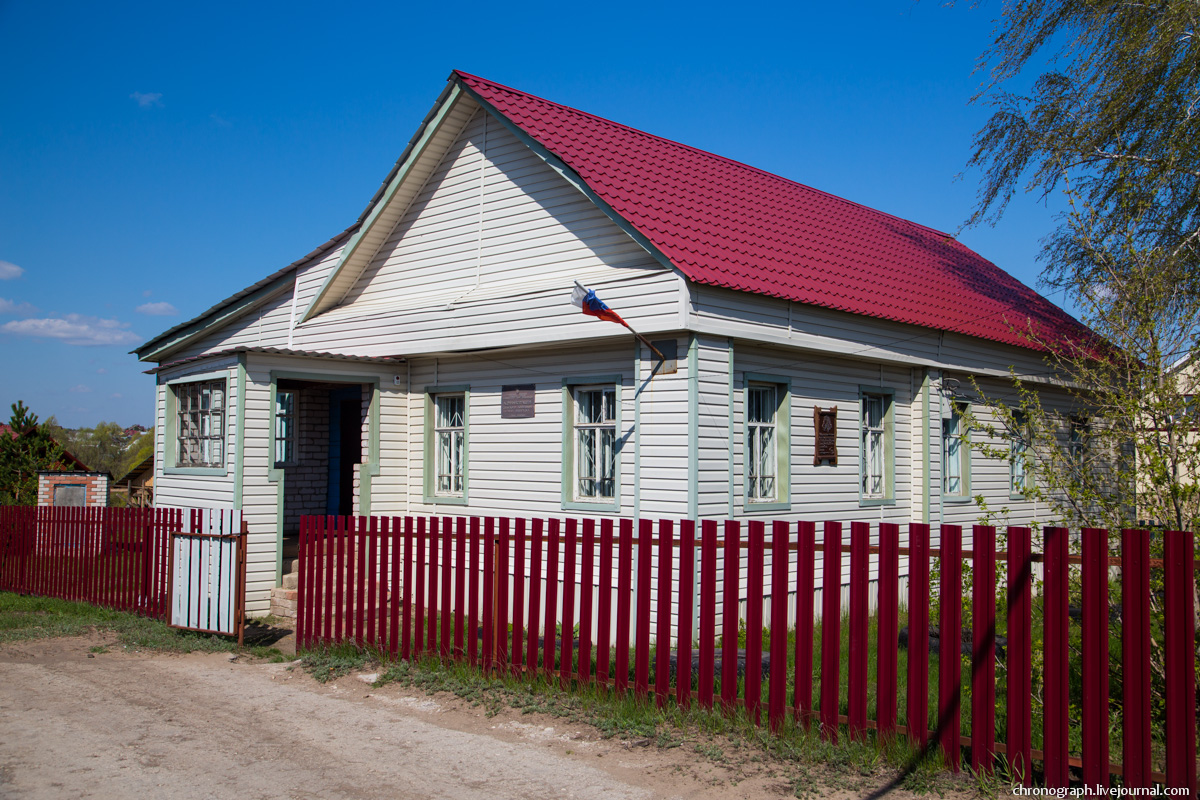
Сельская администрация

| № | Населённый пункт | Тип населённого пункта       | Население |
| - | ---------------- | ---------------------------- | --------- |
| 1 | Заря             | посёлок                      | 4         |
| 2 | Старая Бинарадка | село, административный центр | ↘524      |